# 6182 Katygord
6182 Katygord è un asteroide della fascia principale. Scoperto nel 1987, presenta un'orbita caratterizzata da un semiasse maggiore pari a 2,2545321 UA e da un'eccentricità di 0,2307492, inclinata di 4,76488° rispetto all'eclittica.